# Classe Formidable (fragatas)
A Classe Formidable é um conjunto de seis  fragatas multimissões furtivas atualmente operadas pela Marinha da República da Singapura.

## Descrição
Com um descolamento de 3 200 toneladas, 114 metros de comprimento, uma boca de 16 metros e um calado de 6 metros, os navios da classe são capazes de realizar todos os tipos de operações na guerra naval, desde guerra antissubmarina, superfície e antiaérea.
Com o nome de Projeto Delta, é uma derivação mais pequena da Classe La Fayette francesa.
O elevado nível de automação faz com que seja necessário apenas ~70 tripulantes, incluindo os 19 da equipa aeronáutica.

### Armamento
O canhão principal é o Oto Melara de 76 mm / 62 Super Rapid, situado no convés frontal, do qual dispara projéteis de 6 quilogramas a um alcance de 16 quilômetros e a uma cadência de tiro de 120 disparos por minuto. Também estão presentes dois canhões menores, de controle remoto e 25 mm Typhoon, na parte detrás das embarcações.
As fragatas possuem um arsenal antiaéreo do qual emprega o sistema de lançamento vertical Sylver A43 4x8 células da DCNS (agora Naval Group), do qual opera o míssil MBDA Aster 15 de duplo estágio. O Aster é capaz de deter mísseis antinavio a um alcance de 15 quilômetros, com estes estando ou não em modo sea skimming (voar a um teto de voo relativamente baixo para reduzir a sua detecção), e aeronaves regulares ou não tripuladas a até 30 quilômetros.
Também estão presentes os mísseis antinavio superfície-superfície AGM-84 Harpoon, com um alcance de 130 quilômetros e uma ogiva de 227 quilogramas.
Cada fragata possui dois lançadores triplos para torpedos leves Whitehead A244S.

### Sensores
Para complementar o arsenal de guerra antissubmarina, as fragatas operam o radar rebocado, de baixa frequência, de longo alcance (ALOFTS - Active, LOw-Frequency, Towed Sonar), EDO Modelo 980.
O radar principal é o Herakles, da Thales. Designado de radar multifunções de longo alcance e com bandas E e F, este é principal responsável pela vigilância aérea, realizando buscas e controle de fogo de modo a ser integrado com o sistema de lançamento vertical e respetivos mísseis Aster.
O radar de vigilância de superfície é o Terma Scanter 2001, do qual opera bandas I.

## Navios da classe
| Nº de amura | Nome           | Construtor                      | Lançado          | Comissionado      | Estado |
| ----------- | -------------- | ------------------------------- | ---------------- | ----------------- | ------ |
| 68          | RSS Formidable | França DCNS (atual Naval Group) | janeiro de 2004  | maio de 2007      | Ativo  |
| 69          | RSS Intrepid   | Singapura ST Engineering        | julho de 2004    | fevereiro de 2008 | Ativo  |
| 70          | RSS Steadfast  | Singapura ST Engineering        | janeiro de 2005  | fevereiro de 2008 | Ativo  |
| 71          | RSS Tenacious  | Singapura ST Engineering        | julho de 2005    | fevereiro de 2008 | Ativo  |
| 72          | RSS Stalwart   | Singapura ST Engineering        | dezembro de 2005 | janeiro de 2009   | Ativo  |
| 73          | RSS Supreme    | Singapura ST Engineering        | maio de 2006     | janeiro de 2009   | Ativo  |